# Blood Tea and Red String

Blood Tea and Red String est un long métrage d’animation américain réalisé par Christiane Cegavske, sorti en 2006.

## Synopsis
L’histoire proprement dite débute dans le tronc d’un chêne. C’est là qu’habite un groupe de créatures à fourrure, affairé dans la confection d’une poupée en forme de femme. Dans un ruisseau voisin, ils récupèrent un œuf, le placent dans le ventre de la poupée, et crucifient cette dernière sur le chêne. Pendant leur sommeil arrive un trio de souris bourgeoises dans leur fiacre tiré par des tortues. Les souris détachent la poupée de l’arbre, et l’emportent. Les créatures à fourrure entreprennent donc un voyage hallucinatoire, dans le but de récupérer leur poupée chérie, tandis que les souris voleuses se soûlent au thé sanguin. Des tournesols poussent tout à coup avec des crânes en leur centre, et c’est là que les choses deviennent véritablement étranges.

## Commentaire
Treize ans de travail pour une œuvre très personnelle.

## Fiche technique
- Titre : Blood Tea and Red String
- Titre original :
- Réalisation : Christiane Cegavske
- Scénario :
- Musique :
- Production :
- Pays d'origine :  États-Unis
- Format :
- Genre : animation
- Technique : marionnettes
- Durée : 71 minutes
- Date de sortie : 2006